# يوزفين ليندنر
يوزفين ليندنر (Josefine Lindner) مديرة تصميم سينمائية ألمانية من مواليد 1988م تشوباو مقاطعة ساكسونيا

## حياتها

### تعليمها
- بعد تخرجها من المدرسة الثانوية في عام 2007، أكملت فترة تدريب طويلة في تصميم المسرح في فرقة برلينر.
- 2008 أصبحت عضوًا في فرقة المسرح Eigenreich e.V. برلين.[1]

- درست جوزفين ليندنر تصميم المسرح في جامعة الفنون في برلين (2009 إلى 2012) وتصميم الإنتاج في جامعة كونراد وولف للسينما في بابلسبيرج (2012 إلى 2015).
- في عام 2020 حصلت على درجة الماجستير في تصميم الإنتاج في بابلسبيرغ. كجزء من مهرجان برلين السينمائي الدولي الثالث والسبعين، شاركت جوزفين ليندنر في برنامج تنمية المواهب Berlinale Talents في عام 2023.

## فيلموغرافيا
- 2022: العاديون
- 2020: شرنقة[2]
- 2020:سلسلة Browser Ballet (قناة الويب) لعام، والفانك
- 2017 :مترو - هذا هو مذاق الشغف مثل الفيلم الإعلاني
- 2017 :المدير الفني,The Vamps - In The Middle Of The Night Music Video
- 2016 :فيلم تلفزيوني عائلة لوتزمان على المتاريس
- 2015 :المهارات الخاصة للسيد ماهلر الفيلم القصير
- 2015 : مديرة فني فيلم Vogelfrei القصير
- 2014 :فيلم Alki Alki الطويل
- 2014 :رحلة إلى الجحيم فيلم قصير هينينج بيكهوف بابلسبيرج
- 2014 : مدير فني, نحن متطابقون
- 2013 :Lichtgestalten فيلم روائي طويل
- 2013 :سيبيلا (AT)

## جوائز
- 2016 :الطريق B96 - جائزة ستوديو هامبورج للمواهب الشابة (VFF) للترويج
- 2016 :الطريق B 96 - جائزة الجمهور جائزة ماكس أوفولس

## وصلة خارجية
- Josefine Lindner